# South Gifford
South Gifford és una població dels Estats Units a l'estat de Missouri. Segons el cens del 2000 tenia 72 habitants.

## Demografia
Segons el cens del 2000, South Gifford tenia 72 habitants, 24 habitatges, i 19 famílies. La densitat de població era de 132,4 habitants per km².
Dels 24 habitatges en un 45,8% hi vivien nens de menys de 18 anys, en un 54,2% hi vivien parelles casades, en un 12,5% dones solteres, i en un 20,8% no eren unitats familiars. En el 16,7% dels habitatges hi vivien persones soles el 16,7% de les quals corresponia a persones de 65 anys o més que vivien soles. El nombre mitjà de persones vivint en cada habitatge era de 3 i el nombre mitjà de persones que vivien en cada família era de 3,16.
Per edats la població es repartia de la següent manera: un 37,5% tenia menys de 18 anys, un 6,9% entre 18 i 24, un 40,3% entre 25 i 44, un 11,1% de 45 a 60 i un 4,2% 65 anys o més.
L'edat mediana era de 26 anys. Per cada 100 dones de 18 o més anys hi havia 114,3 homes.
La renda mediana per habitatge era de 22.500 $ i la renda mediana per família de 17.917 $. Els homes tenien una renda mediana de 15.833 $ mentre que les dones 14.583 $. La renda per capita de la població era de 9.225 $. Entorn del 31,6% de les famílies i el 28,1% de la població estaven per davall del llindar de pobresa.

## Poblacions més properes
El següent diagrama mostra les poblacions més properes.